# Palaeorhincodon
Palaeorhincodon é um gênero fóssil de tubarões-baleia que data do Paleoceno (Norte da África e América do Norte) e do Eoceno (África Ocidental, América do Norte e Ásia). Quatro espécies foram descritas, conhecidas apenas por restos de dentes.

## Espécies
- P. daouii Noubhani & Cappetta, 1997
- P. dartvellei (Arambourg, 1952)
- P. wardi Herman, 1974
- P. ypresiensis